# Grindlangspriet
De grindlangspriet (Thalassophilus longicornis) is een keversoort uit de familie van de loopkevers (Carabidae). De wetenschappelijke naam van de soort werd in 1825 gepubliceerd door Jacob Sturm.